# John Totleben
John Totleben (16 de fevereiro de 1958) é um ilustrador americano conhecido por seu trabalho em histórias em quadrinhos americanas e britânicas, como as aclamadas Miracleman e Swamp Thing, ambas escritas pelo inglês Alan Moore.

## Biografia
Após concluir o high school numa escola americana em Erie, Pensilvânia, Totleben frequentou a The Kubert School por um ano
Os mais marcantes trabalhos da carreira de Totleben são parceria com o desenhista Stephen R. Bissette na revista Swamp Thing, durante o período em que o escritor Alan Moore a escreveu e, também ao lado de Moore, a série Miracleman, cujo "Livro Três" Totleben desenhou sozinho numa aclamada fase tida como o ponto alto não apenas da série, mas de toda a história dos quadrinhos de super-herói.
Em 1988, Bissette e Totleben criariam a revista Taboo, uma antologia dedicada à histórias de horror que em 1993 ganharia o Eisner Award de "Melhor Antalogia". Entre os artistas que participaram da revista estão Neil Gaiman, Dave Sim, Charles Vess, e Alan Moore - cujas obras From Hell e Lost Girls foram inicialmente publicadas na revista de forma serializada.

## Prêmios e indicações
- 1985:
  - Vencedor do Kirby Award nas categorias "Melhor Conjunto de Artistas" (compartilhado com Stephen Bissette), "Melhor Edição Individual" (por Swamp Thing Annual #2), "Melhor Capa" (por Swamp Thing #34) e "Melhor Série Continuada" (por Swamp Thing)
- 1986:
  - Vencedor do Kirby Award na categoria "Melhor Série Continuada" (Swamp Thing);
  - Indicado ao Kirby Award na categoria "Melhor Conjunto de Artistas" (por Swamp Thing, compartilhado com Bissette)
  - Indicado ao Eagle Award na categoria "Melhor Arte-Finalista"
- 1987:
  - Vencedor do Kirby Award na categoria "Melhor Série Continuada" (Swamp Thing);
  - Indicado ao Kirby Award na categoria "Melhor Conjunto de Artistas" (por Swamp Thing, compartilhado com Bissette)